# ماهی تن لاغر
ماهی تن لاغر (نام علمی: Allothunnus fallai) نام یک گونه از تبار ماهی تن است.